# Pattinaggio di figura ai V Giochi olimpici invernali
Ai V Giochi olimpici invernali del 1948 a Sankt Moritz (Svizzera), vennero assegnate medaglie in tre specialità del pattinaggio di figura. Le gare si svolsero al'Olympic Ice Rink.

## Calendario
| Pattinaggio di figura ai V Giochi olimpici invernali | Pattinaggio di figura ai V Giochi olimpici invernali | Pattinaggio di figura ai V Giochi olimpici invernali | Pattinaggio di figura ai V Giochi olimpici invernali | Pattinaggio di figura ai V Giochi olimpici invernali | Pattinaggio di figura ai V Giochi olimpici invernali | Pattinaggio di figura ai V Giochi olimpici invernali | Pattinaggio di figura ai V Giochi olimpici invernali | Pattinaggio di figura ai V Giochi olimpici invernali | Pattinaggio di figura ai V Giochi olimpici invernali | Pattinaggio di figura ai V Giochi olimpici invernali |
| Eventi / Giorni                                      | Gennaio/Febbraio 1948                                | Gennaio/Febbraio 1948                                | Gennaio/Febbraio 1948                                | Gennaio/Febbraio 1948                                | Gennaio/Febbraio 1948                                | Gennaio/Febbraio 1948                                | Gennaio/Febbraio 1948                                | Gennaio/Febbraio 1948                                | Gennaio/Febbraio 1948                                | Gennaio/Febbraio 1948                                |
| Eventi / Giorni                                      | 30                                                   | 31                                                   | 1                                                    | 2                                                    | 3                                                    | 4                                                    | 5                                                    | 6                                                    | 7                                                    | 8                                                    |
| ---------------------------------------------------- | ---------------------------------------------------- | ---------------------------------------------------- | ---------------------------------------------------- | ---------------------------------------------------- | ---------------------------------------------------- | ---------------------------------------------------- | ---------------------------------------------------- | ---------------------------------------------------- | ---------------------------------------------------- | ---------------------------------------------------- |
| Maschile                                             |                                                      |                                                      |                                                      | Obblig.                                              |                                                      |                                                      | Finale                                               |                                                      |                                                      |                                                      |
| Femminile                                            |                                                      |                                                      |                                                      |                                                      | Obblig.                                              |                                                      |                                                      | Finale                                               |                                                      |                                                      |
| Coppie                                               |                                                      |                                                      |                                                      |                                                      |                                                      |                                                      |                                                      |                                                      | Finale                                               |                                                      |

## Podi
| Evento               | Oro                                     | Perform. | Argento                           | Perform. | Bronzo                                     | Perform. |
| Maschile (dettagli)  | Richard Button                          | 10.0     | Hans Gerschwiler                  | 23.0     | Edi Rada                                   | 33.0     |
| Femminile (dettagli) | Barbara Ann Scott                       | 11.0     | Eva Pawlik                        | 24.0     | Jeannette Altwegg                          | 28.0     |
| A coppie (dettagli)  | Belgio Micheline Lannoy Pierre Baugniet | 17,5     | Ungheria Andrea Kékesy Ede Király | 26       | Canada Suzanne Morrow Wallace Diestelmeyer | 31       |

## Medagliere
| Posizione | Paese         |   |   |   | Totale |
| --------- | ------------- | - | - | - | ------ |
| 1         | Canada        | 1 | 0 | 1 | 2      |
| 2         | Stati Uniti   | 1 | 0 | 0 | 1      |
| 2         | Belgio        | 1 | 0 | 0 | 1      |
| 4         | Austria       | 0 | 1 | 1 | 2      |
| 5         | Ungheria      | 0 | 1 | 0 | 1      |
| 5         | Svizzera      | 0 | 1 | 0 | 1      |
| 7         | Gran Bretagna | 0 | 0 | 1 | 1      |
| Totale    | Totale        | 3 | 3 | 3 | 9      |